# Discografia de Sophie
A discografia da personalidade escocesa atuante em produção musical, Sophie, consiste em dois álbuns de estúdio, uma coletânea, um álbum de remixes, um extended play, 14 singles e oito remixes oficiais.  
Sophie também era popular por produzir e escrever trabalhos para outros artistas como Charli XCX, Madonna, Kim Petras, LIZ e MØ, entre outros.

## Álbuns

### Álbuns de estúdio
| Título                          | Detalhes | Melhor posição nas paradas | Melhor posição nas paradas | Melhor posição nas paradas | Melhor posição nas paradas | Melhor posição nas paradas | Melhor posição nas paradas | Melhor posição nas paradas |
| Título                          | Detalhes | ESC                        | UK Downloads               | UK Dance                   | UK Indie                   | NZL Heat                   | EUA Heat                   | EUA Dance                  |
| ------------------------------- | --- | -------------------------- | -------------------------- | -------------------------- | -------------------------- | -------------------------- | -------------------------- | -------------------------- |
| Oil of Every Pearl's Un-Insides | - Lançamento: 10 de junho de 2018 - Gravadora: Transgressive, Future Classic, MSMSMSM - Formatos: Download digital, vinil             | 61                         | 87                         | 7                          | 49                         | 6                          | 21                         | 15                         |
| Sophie                          | • Póstumo • Lançamento: 27 de setembro de 2024 • Gravadoras: Transgressive e Future Classics • Formatos: Download digital, vinil e CD | -                          | -                          | -                          | -                          | -                          | -                          | -                          |

### Álbuns de compilação
| Título  | Detalhes                                                                                          | Melhor posição nas paradas |
| Título  | Detalhes                                                                                          | EUA Dance                  |
| ------- | ------------------------------------------------------------------------------------------------- | -------------------------- |
| Product | - Lançamento: 27 de novembro de 2015 - Gravadora: Numbers - Formatos: Download digital, CD, vinil | 23                         |

### Álbuns de remixes
| Título                                               | Detalhes |
| ---------------------------------------------------- | --- |
| Oil of Every Pearl's Un-Insides Non-Stop Remix Album | - Lançamento: 17 de julho de 2019 - Gravadora: Transgressive, Future Classic, MSMSMSM - Formatoss: CD, download digital |

## Extended plays
| Título                   | Detalhes                                                                                    |
| ------------------------ | ------------------------------------------------------------------------------------------- |
| Fuck It Up (com Basside) | - Lançamento: 2 de abril de 2021 - Gravadora: Sorry - Formatos: Download digital, streaming |

## Singles

### Como artista principal
| Título                            | Ano  | Álbum                           |
| --------------------------------- | ---- | ------------------------------- |
| "Nothing More to Say"             | 2013 | Single sem álbum                |
| "Eeehhh"                          | 2013 | Single sem álbum                |
| "Bipp"                            | 2013 | Product                         |
| "Elle"                            | 2013 | Product                         |
| "Lemonade"                        | 2014 | Product                         |
| "Hard"                            | 2014 | Product                         |
| "MSMSMSM"                         | 2015 | Product                         |
| "Just Like We Never Said Goodbye" | 2015 | Product                         |
| "L.O.V.E."                        | 2015 | Product                         |
| "Vyzee"                           | 2015 | Product                         |
| "It's Okay to Cry"                | 2017 | Oil of Every Pearl's Un-Insides |
| "Ponyboy"                         | 2017 | Oil of Every Pearl's Un-Insides |
| "Faceshopping"                    | 2018 | Oil of Every Pearl's Un-Insides |
| "Metal" (com Jimmy Edgar)         | 2020 | Cheetah Bend                    |
| "Bipp" (Autechre Mix)             | 2021 | Single sem álbum                |
| "Unisil"                          | 2021 | Product                         |
| "Fuck It Up" (com Basside)        | 2021 | Fuck It Up                      |

### Como artista convidado
| Título                                                               | Ano  | Melhor posição nas paradas | Álbum            |
| Título                                                               | Ano  | EUA Dance Elec.            | Álbum            |
| -------------------------------------------------------------------- | ---- | -------------------------- | ---------------- |
| "9 (After Coachella)" (Cashmere Cat com participação de MØ e Sophie) | 2017 | 47                         | 9                |
| "1, 2, 3 Dayz Up" (Kim Petras com participação de Sophie)            | 2019 | 40                         | Single sem álbum |

### Outras aparições
| Título                                                    | Ano  | Melhor posição nas paradas | Álbum            |
| Título                                                    | Ano  | NZL Hot                    | Álbum            |
| --------------------------------------------------------- | ---- | -------------------------- | ---------------- |
| "Sfire 2" (Sfire)                                         | 2013 | —                          | Sfire            |
| "Sfire 3" (Sfire)                                         | 2013 | —                          | Sfire            |
| "Sfire 6" (Sfire)                                         | 2015 | —                          | Sfire 6/7        |
| "Sfire 7" (Sfire)                                         | 2015 | —                          | Sfire 6/7        |
| "Drop Down" (Lunice com participação de Sophie e Le1f)    | 2017 | —                          | CCCLX            |
| "Voices" (Flume com participação de Sophie e Kučka)       | 2019 | 27                         | Hi This Is Flume |
| "Is It Cold in the Water?" (Flume and Eprom Remix)        | 2019 | —                          | Hi This Is Flume |
| "Sfire 1" (Sfire com participação de Marcella)            | 2019 | —                          | Sfire 001        |
| "Plunging Asymptote" (com Juliana Huxtable como Analemma) | 2019 | —                          | Locus Error      |
| "Liminal Crisis" (com Juliana Huxtable como Analemma)     | 2019 | —                          | Locus Error      |
| "La Chiqui" (Arca com participação de Sophie)             | 2020 | —                          | Kick I           |
| "JSLOIPNHIE" (Jlin & Sophie)                              | 2021 | —                          | Intermission     |
| "Demo" (Quay Dash X Sophie)                               | 2021 | —                          | —                |

## Remixes
| Ano  | Título                                                     | Artista                         |
| ---- | ---------------------------------------------------------- | ------------------------------- |
| 2010 | "Formal Lady" (Sophie & Alcuin Stevenson Allure Party Mix) | Alcuin Stevenson                |
| 2011 | "Mayfair" (Mr. Stevenson & Sophie Version)                 | Alcuin Stevenson                |
| 2012 | "Highlife" (Sophie Remix)                                  | Auntie Flo                      |
| 2013 | "Who Am I" (Sophie Msmsmsm Remix)                          | Tiny Dancer                     |
| 2014 | "Won't K" (Sophie Remix)                                   | Paris Suit Yourself             |
| 2015 | "Moteur Action" (Sophie and A. G. Cook Remix)              | Yelle                           |
| 2019 | "Sweat" (Sophie Remix)                                     | SONIKKU com participação de Liz |
| 2020 | "Cum" (Sophie Remix)                                       | Brooke Candy                    |
| 2020 | "Forever" (Sophie Remix)                                   | Fletcher                        |
| 2020 | "Animosity" (Sophie Remix)                                 | Abyss X                         |
| 2020 | "Clown Shit (Up The Wall)" (Sophie Remix)                  | BABYNYMPH & BAYLI               |
| 2021 | "NYC2MIA" (SOPHIE Remix)                                   | Basside                         |

## Créditos em composição e produção
| Título                                                    | Ano  | Artista(s)        | Álbum              | Créditos                         | Escrito com                                                                                               | Produzido com                 |
| --------------------------------------------------------- | ---- | ----------------- | ------------------ | -------------------------------- | --- | ----------------------------- |
| "Catch"                                                   | 2013 | Palmistry         | Single sem álbum   | Produção adicional               | Benjy Keating                                                                                             | Palmistry                     |
| "Hey QT"                                                  | 2014 | QT                | Single sem álbum   | Co-composição/co-produção        | Alexander Guy Cook                                                                                        | A. G. Cook                    |
| "Bitch I'm Madonna" (com participação de Nicki Minaj)     | 2014 | Madonna           | Rebel Heart        | Co-composição/co-produção        | Madonna Ciccone Thomas Pentz Ariel Rechtshaid MoZella Toby Gad Onika Maraj                                | Madonna Diplo                 |
| "B Who I Want to B" (com participação de Hatsune Miku)    | 2015 | Namie Amuro       | Genic              | Co-composição/produção           | Mitchie M                                                                                                 | —                             |
| "When I Rule the World"                                   | 2015 | Liz               | Single sem álbum   | Co-composição/produção           | Marcus Andersson Cecilia Efraimsson                                                                       | —                             |
| "Koi"                                                     | 2015 | Le1f              | Riot Boi           | Produção                         | Khalif Diouf                                                                                              | —                             |
| "Vroom Vroom"                                             | 2015 | Charli XCX        | Vroom Vroom        | Co-composição/produção           | Charlotte Aitchison MNDR Jonnali Parmenius                                                                | Martin Stilling Patrik Berger |
| "Paradise" (com participação de Hannah Diamond)           | 2016 | Charli XCX        | Vroom Vroom        | Co-composição/produção           | Alexander Guy Cook Charlotte Aitchison Martin Stilling Jonnali Parmenius                                  | Martin Stilling Patrik Berger |
| "Trophy"                                                  | 2016 | Charli XCX        | Vroom Vroom        | Co-composição/produção           | Charlotte Aitchison MNDR Jonnali Parmenius Patrik Berger                                                  | Martin Stilling Patrik Berger |
| "Secret (Shh)"                                            | 2016 | Charli XCX        | Vroom Vroom        | Co-composição/co-produção        | Jesse "St. John" Geller Jessica Karpov Jodie Harsh                                                        | Jodie Harsh                   |
| "High School Love"                                        | 2016 | Liz               | Cross Your Heart   | Co-composição                    | Elizabeth Abrams                                                                                          | —                             |
| "After the Afterparty" (com participação de Lil Yachty)   | 2016 | Charli XCX        | Single sem álbum   | Co-composição/produção adicional | Charlotte Aitchison Eyelar Mirzazadeh Fred Gibson Mikkel Eriksen Miles McCollum Rachel Keen Tor Hermansen | StarGate FRED A. G. Cook      |
| "Love Incredible" (com participação de Camila Cabello)    | 2017 | Cashmere Cat      | 9                  | Co-composição/co-produção        | Magnus August Høiberg Benjamin Levin Theron Thomas Timothy Thomas Camila Cabello                          | Cashmere Cat Benny Blanco     |
| "Roll with Me"                                            | 2017 | Charli XCX        | Number 1 Angel     | Co-composição/produção           | Charlotte Aitchison Klas Åhlund Jonnali Parmenius                                                         | —                             |
| "Lipgloss" (com participação de cupcakKe)                 | 2017 | Charli XCX        | Number 1 Angel     | Produção                         | — | Life Sim A. G. Cook           |
| "Nights with You"                                         | 2017 | MØ                | Single sem álbum   | Co-composição/produção           | Karen Marie Ørsted Magnus August Høiberg Benjamin Levin Ryan Tedder                                       | Cashmere Cat Benny Blanco     |
| "Bossed Up"                                               | 2017 | Quay Dash         | Transphobic        | Produção                         | — | —                             |
| "Yeah Right" (com participação de Kendrick Lamar & KUČKA) | 2017 | Vince Staples     | Big Fish Theory    | Co-composição/produção           | Vincent Staples Harley Streten Kendrick Duckworth Laura Jane Lowther                                      | Flume                         |
| "Samo" (com participação de ASAP Rocky)                   | 2017 | Vince Staples     | Big Fish Theory    | Co-composição/produção           | Vincent Staples Rakim Mayers                                                                              | —                             |
| "Ripe"                                                    | 2017 | Banoffee          | Single sem álbum   | Co-Produção                      | Martha Brown                                                                                              | Banoffee                      |
| "Fantasy" (com participação de Amber Liu)                 | 2017 | Superfruit        | Future Friends     | Co-composição/co-produção        | Sarah Hudson Danny L Harle John Hill Amber Liu                                                            | Danny L Harle                 |
| "Queen of This Shit"                                      | 2017 | Quay Dash         | Single sem álbum   | Produção                         | — | —                             |
| "Out of My Head" (com participação de Alma & Tove Lo)     | 2017 | Charli XCX        | Pop 2              | Co-composição/Co-produção        | Charlotte Aitchison Ebba Tove Nilsson Alma-Sofia Miettinen Alexander Guy Cook                             | A. G. Cook                    |
| "Hot Pink"                                                | 2018 | Let's Eat Grandma | I'm All Ears       | Co-composição/Co-produção        | Rosa Walton Jenny Hollingworth                                                                            | Faris Badwan                  |
| "It's Not Just Me"                                        | 2018 | Let's Eat Grandma | I'm All Ears       | Co-composição/Co-produção        | Rosa Walton Jenny Hollingworth                                                                            | Faris Badwan                  |
| "No Angel"                                                | 2018 | Charli XCX        | Single sem álbum   | Produção adicional               | — | The Invisible Men SaltWives   |
| "Immigrant Sons (Pasos & Gas)"                            | 2018 | Gaika             | Basic Volume       | Co-produção                      | — | Gaika Aart                    |
| "Warlord Shoes"                                           | 2018 | Gaika             | Basic Volume       | Co-composição/Co-produção        | Gaika | Gaika                         |
| "Girls Night Out"                                         | 2018 | Charli XCX        | Single sem álbum   | Co-composição/Co-produção        | Charlotte Aitchison                                                                                       | Stargate                      |
| "Water"                                                   | 2019 | Palmistry         | Afterlife          | Co-composição/produção           | Benjy Keating                                                                                             | —                             |
| "Back for You"                                            | 2019 | Cashmere Cat      | Princess Catgirl   | Co-composição/Co-produção        | Magnus August Høiberg Daystar Peterson                                                                    | Cashmere Cat Benny Blanco     |
| "Reverse N Stop"a                                         | 2019 | BC Kingdom        | A ser lançado      | Co-composição/Produção           | Zou Deon Logan Eze Jonny On The Rocks                                                                     | —                             |
| "Tuesday"                                                 | 2019 | Jodie Harsh       | Single sem álbum   | Co-composição                    | Jodie Harsh Caila Thompson-Hannant                                                                        | —                             |
| "Count on You"                                            | 2020 | Banoffee          | Look at Us Now Dad | Co-produção                      | — | Banoffee Yves Rothman         |
| "Ripe" (com participação de cupcakKe)b                    | 2020 | Banoffee          | Look at Us Now Dad | Co-produção                      | — | Banoffee                      |
| "Shake Sum" (com participação de cupcakKe)                | 2020 | Kidd Kenn         | Child's Play       | Co-composição/Co-produção        | Dontrell Smith James Edgar Elizabeth Harris                                                               | Jimmy Edgar                   |
| "24HRS"                                                   | 2020 | ITZY              | IT'z ME            | Co-composição/Produção           | Lola Blanc                                                                                                | —                             |
| "SLIME"                                                   | 2020 | Shygirl           | ALIAS              | Co-composição/Co-produção        | Blane Muise Kai Whiston Salvador Navarrete                                                                | Kai Whiston Sega Bodega       |
| "Me & My Boo (Best Friend 2)"                             | 2021 | Basside           | Fuck It Up EP      | Produção                         | — | —                             |
| "Fuck It Up"                                              | 2021 | Basside           | Fuck It Up EP      | Produção                         | — | —                             |
| "Swipe"                                                   | 2021 | Basside           | Fuck It Up EP      | Produção                         | — | —                             |
| "Girl"                                                    | 2021 | Basside           | Fuck It Up EP      | Produção                         | — | —                             |
| "Crazy Expensive"                                         | 2021 | Basside           | Fuck It Up EP      | Produção                         | — | —                             |

- ↑a "Reverse N Stop" foi lançado em Simlish como uma opção para a estação de rádio pop em The Sims 4 Island Living. BC Kingdom confirmou no Twitter e Instagram que a faixa será lançada em inglês no futuro.
- ↑b Este é um remix com participação da rapper de Chicago, CupcakKe, que também foi co-produzido por Sophie. A produção é apenas um pouco diferente.

## Vídeos musicais
| Título             | Ano  | Diretor(es)               | Álbum                           |
| ------------------ | ---- | ------------------------- | ------------------------------- |
| "It's Okay to Cry" | 2017 | Sophie e Nicholas Harwood | Oil of Every Pearl's Un-Insides |
| "Ponyboy"          | 2017 | Sophie e Nicholas Harwood | Oil of Every Pearl's Un-Insides |
| "Faceshopping"     | 2018 | Sophie e Aaron Chan       | Oil of Every Pearl's Un-Insides |

Outras aparições
| Título                               | Artista         | Ano  | Papel           | Diretor(es)                | Álbum               |
| ------------------------------------ | --------------- | ---- | --------------- | -------------------------- | ------------------- |
| "After the Afterparty"               | Charli XCX      | 2016 | Zumbi           | Diane Martel               | Single sem álbum    |
| "This Life"                          | Vampire Weekend | 2019 | Autorretratação | Emmett Malloy              | Father of the Bride |
| "Last Thing He Said To Me In person" | Cecile Believe  | 2020 | Autorretratação | Zoe Chait                  | Made In Heaven      |
| "SLIME"                              | Shygirl         | 2020 | Autorretratação | Shygirl and Mischa Notcutt | Alias (EP)          |

## Mixes
| Ano  | Título                               |
| ---- | ------------------------------------ |
| 2014 | "Just Jam 117"                       |
| 2014 | "Rinse FM Podcast: DisMagazine"      |
| 2020 | "7G AFTERPARTY MIX"                  |
| 2020 | "SOPHIE LIVESTREAM HEAV3N SUSPENDED" |